# Налоговая схема
Налоговая схема (схема налоговой оптимизации; англ. tax scheme) — алгоритм законного снижения налоговых платежей, включающий методы, подходы, методики налоговой оптимизации.

## Определение
Ряд экономистов определяют схему налоговой оптимизации как алгоритм законного снижения налоговых платежей, включающий методы, подходы, методики налоговой оптимизации, и соответствующий принципам налоговой оптимизации.